# Arrout
Arrout är en kommun i departementet Ariège i regionen Occitanien i södra Frankrike. Kommunen ligger  i kantonen Castillon-en-Couserans som ligger i arrondissementet Saint-Girons. År 2022 hade Arrout 92 invånare.

## Befolkningsutveckling
Antalet invånare i kommunen Arrout
Referens: INSEE